# Renault R30
Renault R30 — гоночный автомобиль с открытыми колёсами команды Renault F1 Team на сезон 2010 Формулы-1. За рулём R30 дебютировал в гонках Формулы-1 первый российский гонщик - Виталий Петров.

## Презентация
Первое появление машины на публике состоялась 31 января 2010 на трассе имени Рикардо Тормо в Валенсии. С 1 по 3 февраля команда провела первые тесты нового болида на этой трассе. Болид выкрашен в классические желто-черные цвета Renault времён восьмидесятых годов прошлого века.

## Спонсоры
3 марта 2010 года официальным партнёром команды стал российский автопроизводитель Lada.

## История выступлений
На квалификации к Гран-при Бахрейна только Кубице удалось пройти в третий сегмент, где он занял неплохое 9 место, позади гонщиков четырёх ведущих команд. Петров занял лишь семнадцатую позицию на стартовой решётке из-за ошибки на квалификационном круге. На старте гонки Кубица столкнулся с Сутилем и откатился в конец пелотона, а Петров наоборот смог подняться на 11 место. Однако на 13-м круге россиянин вынужден был сойти из-за повреждения подвески, поляк же смог закончить гонку на 11 месте.
В Австралии Кубица провёл отличную гонку и смог финишировать вторым, Петров же снова сошёл - на этот раз из-за своей ошибки вылетев с трассы.
Третий этап на трассе Сепанг снова принёс очки Кубице (четвёртое место) и сход Петрову (снова отказала техника).
На четвёртом этапе сезона в Шанхае команда рискнула оставить обоих своих пилотов на слике во время начинающегося дождя, что позволило пилотам отыграть позиции. В результате россиянину наконец удалось финишировать, заработав 6 очков за седьмое место, Кубица финишировал пятым.
На гран-при Испании Кубица финишировал восьмым, при старте с седьмого места,а Петров стартовав девятнадцатым,после штрафа в виде потери пяти позиций на старте, наложенного на него за смену коробки передач, закончил гонку одиннадцатым.

## Результаты выступлений в Формуле-1
| Легенда к таблице |                                                                    |
| --- | ------------------------------------------------------------------ |
| В таблице перечислены результаты всех Гран-при Формулы-1, в которых использовался автомобиль. Строками таблицы являются сезоны, столбцами — этапы чемпионата мира. В каждой клетке указаны сокращённое название этапа и результат, дополнительно обозначенный цветом. Расшифровка обозначений и цветов представлена в нижеследующей таблице. |                                                                    |
| \| Пример \| Описание \| \| ------------ \| ------------------------------------------------------------------ \| \| 1 \| Победитель \| \| 2 \| Второе место \| \| 3 \| Третье место \| \| 5 \| Финишировал, заработав очки \| \| Сход \| Не финишировал, но при этом заработал очки \| \| 12 \| Финишировал, не получив очков \| \| НКЛ \| Финишировал, но не попал в финальную классификацию \| \| 15 \| Участвовал вне зачёта, либо по отдельной классификации \| \| 18 \| Не финишировал, но попал в финальную классификацию \| \| Сход \| Не финишировал \| \| НКВ \| Не прошёл квалификацию \| \| НПКВ \| Не прошёл предквалификацию \| \| ДСК \| Дисквалифицирован \| \| ИСК \| Исключён из протокола соревнований \| \| ТТ \| Заявлен для участия только в тренировках \| \| НС \| Участвовал в квалификации, но не стартовал в гонке \| \| Т \| Травмирован или болен \| \| ОТК \| Отказ от участия \| \| НТР \| Прибыл на соревнования, но на трассу не выезжал \| \| НПР \| Был заявлен в числе участников, но не прибыл к началу соревнований \| \| О \| Соревнования отменены \| \| \| Не участвовал \| \| Поул-позиция \| \| \| Быстрый круг \| \| |                                                                    |
| Пример | Описание                                                           |
| 1 | Победитель                                                         |
| 2 | Второе место                                                       |
| 3 | Третье место                                                       |
| 5 | Финишировал, заработав очки                                        |
| Сход | Не финишировал, но при этом заработал очки                         |
| 12 | Финишировал, не получив очков                                      |
| НКЛ | Финишировал, но не попал в финальную классификацию                 |
| 15 | Участвовал вне зачёта, либо по отдельной классификации             |
| 18 | Не финишировал, но попал в финальную классификацию                 |
| Сход | Не финишировал                                                     |
| НКВ | Не прошёл квалификацию                                             |
| НПКВ | Не прошёл предквалификацию                                         |
| ДСК | Дисквалифицирован                                                  |
| ИСК | Исключён из протокола соревнований                                 |
| ТТ | Заявлен для участия только в тренировках                           |
| НС | Участвовал в квалификации, но не стартовал в гонке                 |
| Т | Травмирован или болен                                              |
| ОТК | Отказ от участия                                                   |
| НТР | Прибыл на соревнования, но на трассу не выезжал                    |
| НПР | Был заявлен в числе участников, но не прибыл к началу соревнований |
| О | Соревнования отменены                                              |
| | Не участвовал                                                      |
| Поул-позиция |                                                                    |
| Быстрый круг |                                                                    |

| Год  | Команда         | Мотор                     | Шины | Пилоты | 1    | 2    | 3    | 4   | 5   | 6    | 7   | 8   | 9   | 10   | 11  | 12   | 13  | 14  | 15  | 16   | 17   | 18  | 19  | Место | Очки |
| ---- | --------------- | ------------------------- | ---- | ------ | ---- | ---- | ---- | --- | --- | ---- | --- | --- | --- | ---- | --- | ---- | --- | --- | --- | ---- | ---- | --- | --- | ----- | ---- |
| 2010 | Renault F1 Team | Renault RS27-2010 V8, 2,4 | B    |        | БАХ  | АВС  | МАЛ  | КИТ | ИСП | МОН  | ТУР | КАН | ЕВР | ВЕЛ  | ГЕР | ВЕН  | БЕЛ | ИТА | СИН | ЯПО  | КОР  | БРА | АБУ | 5     | 163  |
| 2010 | Renault F1 Team | Renault RS27-2010 V8, 2,4 | B    | Кубица | 11   | 2    | 4    | 5   | 8   | 3    | 6   | 7   | 6   | Сход | 7   | Сход | 3   | 8   | 7   | Сход | 5    | 9   | 5   | 5     | 163  |
| 2010 | Renault F1 Team | Renault RS27-2010 V8, 2,4 | B    | Петров | Сход | Сход | Сход | 7   | 11  | 13 † | 15  | 17  | 14  | 13   | 10  | 5    | 9   | 13  | 11  | Сход | Сход | 16  | 6   | 5     | 163  |

† Не финишировал, но был классифицирован, т.к. преодолел более 90% дистанции.